# Vescomtat de Fronsac
El vescomtat de Fronsac fou una jurisdicció feudal de Gascunya (després Guyena) sorgida al segle xii. Dominava l'entrada a la Garona des de l'oceà.
Del 1152 al 1453 fou un feu anglès. El 1360 el rei d'Anglaterra va aconseguir incloure al tractat de Brétigny una clàusula que l'autoritzava a establir al ducat de Guyena una cort de justícia dependent del regne d'Anglaterra cosa que canviava la situació dels senyors locals fins llavors sotmesos a la justícia francesa, i que els afeblia considerablement; la majoria s'inclinava per ajudar a França a eliminar el poder angles a Guyena. Guillem Sanç de Pommiers, vescomte de Fronsac fou dels que pensava així però el seu complot fou descobert i tot i els serveis que el seu pare i altres ancestres havien fet a la corona anglesa, no fou perdonat i va morir vers 1367; els seus dominis foren confiscats. Assalida de Pommiers va aportar els drets a Elies III de Grignols (vers 1364-1401) i després van passar al seu fill Francesc de Grignols (vers 1401-?) que es va titular vescomte de Fronsac en els dominis heretats de la mare. El seu fill Carles I de Grignols (?-1468) fou reconegut pel rei de França com a vescomte de Fronsac; el fill Jian I de Grignols fou camarlen del rei Carles VIII que el va reconèixer com a feudatari inmmediat de la corona (tal com havien concedit els comtes de Périgord el 1277), com a vescomte de Fronsac i com a comte/príncep de Chalais i comte de Périgord a més d'altres distincions. Vivia encara al març de 1508 i el va succeir el seu fill Francesc II de Grignols (1508-?) que va portar els mateixos títols (Grignols, Fronsac i Chalais).
El 1620 Fronsac fou donat com a ducat al cardenal Richelieu en la família del qual restara fins a la revolució.

## Llista de vescomtes
- Ramon I ?-1155
- Ramon II 1155-1182
- Guillem Manaieu I 1182-1190
- Guillem Ais 1190-1231
- Ramon III 1231-1280
- Guillem Ananieu II 1280-1289
- Ramon IV 1289-1315
- Ramon V 1315-1363
- Joana d'Albret 1363-1426
- Guillem Sanç I (Guillem Sanç III de Pommiers) marit de Joanava vers 1352-1367
- Guillem Sang II (Guillem Sanç IV de Pommiers, 1367-1375